# Mistrovství světa v ledním hokeji 2025 (Divize II)
Mistrovství světa v ledním hokeji 2025 (Divize II) byl mezinárodní hokejový turnaj pořádaný Mezinárodní hokejovou federací.
Turnaj skupiny A se konal v australském Melbourne od 27. dubna do 3. května 2025 a turnaj skupiny B v novozélandském Dunedinu od 26. dubna do 3. května 2025.

## Skupina A
| Týmy                    | Kvalifikace                                      |
| ----------------------- | ------------------------------------------------ |
| Nizozemsko              | 6. místo v Divizi I – skupina B 2024 – sestup    |
| Srbsko                  | Pořadatel, 2. místo v Divizi II – skupina A 2024 |
| Spojené arabské emiráty | 3. místo v Divizi II – skupina A 2024            |
| Izrael                  | 4. místo v Divizi II – skupina A 2024            |
| Austrálie               | 5. místo v Divizi II – skupina A 2024            |
| Belgie                  | 1. místo v Divizi II – skupina B 2024 – postup   |

### Tabulka
|  | Postupující do divize I B  |
|  | Sestupující do divize II B |

| Poř. | Tým        | Z | V | VP | PP | P | GV | GI | +/- | B  |
| ---- | ---------- | - | - | -- | -- | - | -- | -- | --- | -- |
| 1.   | Nizozemsko | 5 | 5 | 0  | 0  | 0 | 25 | 4  | +21 | 15 |
| 2.   | Srbsko     | 5 | 4 | 0  | 0  | 1 | 12 | 5  | +7  | 12 |
| 3.   | SAE        | 5 | 2 | 0  | 0  | 3 | 14 | 13 | +1  | 6  |
| 4.   | Belgie     | 5 | 2 | 0  | 0  | 3 | 5  | 17 | -12 | 6  |
| 5.   | Austrálie  | 5 | 1 | 0  | 0  | 4 | 7  | 17 | -10 | 3  |
| 6.   | Izrael     | 5 | 1 | 0  | 0  | 4 | 9  | 16 | -7  | 3  |

| 29. dubna 2025 12:30 | Belgie | 2:0 (1:0, 0:0, 1:0) | Izrael | Pionir Ice Rink, Bělehrad Návštěvnost: 27 |  |

| Report        |               |          |                |                                                                                       |
| Jelle Vielens | Jelle Vielens | Brankáři | Maksim Kaliaev | Rozhodčí: Frederico Giacomozzi Bastian Steingross Čároví: Johan Fauvel Matija Nikolic |
| 12 min        | 12 min        | Tresty   | 10 min         | Rozhodčí: Frederico Giacomozzi Bastian Steingross Čároví: Johan Fauvel Matija Nikolic |
| 38            | 38            | Střely   | 30             | Rozhodčí: Frederico Giacomozzi Bastian Steingross Čároví: Johan Fauvel Matija Nikolic |

| 29. dubna 2025 16:00 | SAE | 0:5 (0:1, 0:2, 0:2) | Nizozemsko | Pionir Ice Rink, Bělehrad Návštěvnost: 46 |  |

| Report              |                     |          |                |                                                                                   |
| Konstantin Belomoev | Konstantin Belomoev | Brankáři | Cedrick Andree | Rozhodčí: Tomaš Hronský Jakub Šindel Čároví: Andreas Weise Kroyer Uros Mladenovic |
| 6 min               | 6 min               | Tresty   | 4 min          | Rozhodčí: Tomaš Hronský Jakub Šindel Čároví: Andreas Weise Kroyer Uros Mladenovic |
| 13                  | 13                  | Střely   | 52             | Rozhodčí: Tomaš Hronský Jakub Šindel Čároví: Andreas Weise Kroyer Uros Mladenovic |

| 29. dubna 2025 19:30 | Srbsko | 3:0 (1:0, 1:0, 1:0) | Austrálie | Pionir Ice Rink, Bělehrad Návštěvnost: 527 |  |

| Report         |                |          |                 |                                                                                 |
| Akim Padalicka | Akim Padalicka | Brankáři | Aleksi Toivonen | Rozhodčí: Uldis Buss Alexey Roshchyn Čároví: Lukas Fleischmann Frederic Monnaie |
| 16 min         | 16 min         | Tresty   | 8 min           | Rozhodčí: Uldis Buss Alexey Roshchyn Čároví: Lukas Fleischmann Frederic Monnaie |
| 34             | 34             | Střely   | 16              | Rozhodčí: Uldis Buss Alexey Roshchyn Čároví: Lukas Fleischmann Frederic Monnaie |

| 30. dubna 2025 12:30 | Nizozemsko | 6:2 (2:1, 3:1, 1:0) | Izrael | Pionir Ice Rink, Bělehrad Návštěvnost: 27 |  |

| Report            |                   |          |                |                                                                     |
| Ruud Leeuwesteijn | Ruud Leeuwesteijn | Brankáři | Maksim Kaliaev | Rozhodčí: Buss Uldis Alexey Roshchyn Čároví: Dahe Fu Matija Nikolic |
| 24 min            | 24 min            | Tresty   | 61 min         | Rozhodčí: Buss Uldis Alexey Roshchyn Čároví: Dahe Fu Matija Nikolic |
| 52                | 52                | Střely   | 26             | Rozhodčí: Buss Uldis Alexey Roshchyn Čároví: Dahe Fu Matija Nikolic |

| 30. dubna 2025 16:00 | Austrálie | 1:3 (0:0, 1:1, 0:2) | Belgie | Pionir Ice Rink, Bělehrad Návštěvnost: 29 |  |

| Report         |                |          |              |                                                                                |
| Alex Tetreault | Alex Tetreault | Brankáři | Jell Leviens | Rozhodčí: Tomáš Hronský Jakub Šindel Čároví: Lukas Fleischmann Uros Mladenovic |
| 10 min         | 10 min         | Tresty   | 8 min        | Rozhodčí: Tomáš Hronský Jakub Šindel Čároví: Lukas Fleischmann Uros Mladenovic |
| 20             | 20             | Střely   | 30           | Rozhodčí: Tomáš Hronský Jakub Šindel Čároví: Lukas Fleischmann Uros Mladenovic |

| 30. dubna 2025 19:30 | Srbsko | 4:1 (0:1, 1:0, 3:0) | SAE | Pionir Ice Rink, Bělehrad Návštěvnost: 326 |  |

| Report         |                |          |                     |                                                                                                 |
| Akim Padalicka | Akim Padalicka | Brankáři | Konstantin Belomoev | Rozhodčí: Frederico Giacomozzi Bastian Steingross Čároví: Andreas Weise Kroyer Frederic Monnaie |
| 13 min         | 13 min         | Tresty   | 4 min               | Rozhodčí: Frederico Giacomozzi Bastian Steingross Čároví: Andreas Weise Kroyer Frederic Monnaie |
| 56             | 56             | Střely   | 27                  | Rozhodčí: Frederico Giacomozzi Bastian Steingross Čároví: Andreas Weise Kroyer Frederic Monnaie |

| 2. května 2025 12:30 | Nizozemsko | 5:1 (2:1, 1:0, 2:0) | Austrálie | Pionir Ice Rink, Bělehrad Návštěvnost: 42 |  |

| Report         |                |          |                 |                                                                                            |
| Cedrick Andree | Cedrick Andree | Brankáři | Aleksi Toivonen | Rozhodčí: Frederico Giacomozzi Alexey Roshchyn Čároví: Andreas Weise Kroyer Matija Nikolic |
| 12 min         | 12 min         | Tresty   | 14 min          | Rozhodčí: Frederico Giacomozzi Alexey Roshchyn Čároví: Andreas Weise Kroyer Matija Nikolic |
| 30             | 30             | Střely   | 11              | Rozhodčí: Frederico Giacomozzi Alexey Roshchyn Čároví: Andreas Weise Kroyer Matija Nikolic |

| 2. května 2025 16:00 | SAE | 2:3 (1:2, 0:0, 1:1) | Izrael | Pionir Ice Rink, Bělehrad Návštěvnost: 29 |  |

| Report |       |          |        |                                                                                    |
|        |       | Brankáři |        | Rozhodčí: Jakub Šindel Bastian Steingross Čároví: Uros Mladenovic Frederic Monnaie |
| 6 min  | 6 min | Tresty   | 10 min | Rozhodčí: Jakub Šindel Bastian Steingross Čároví: Uros Mladenovic Frederic Monnaie |
| 37     | 37    | Střely   | 34     | Rozhodčí: Jakub Šindel Bastian Steingross Čároví: Uros Mladenovic Frederic Monnaie |

| 2. května 2025 19:30 | Srbsko | 2:0 (0:0, 1:0, 1:0) | Belgie | Pionir Ice Rink, Bělehrad Návštěvnost: 416 |  |

| Report        |               |          |               |                                                                 |
| Akim Padalica | Akim Padalica | Brankáři | Jelle Lievens | Rozhodčí: Uldis Buss Tomáš Hronský Čároví: Johan Fauvel Dahe Fu |
| 10 min        | 10 min        | Tresty   | 10 min        | Rozhodčí: Uldis Buss Tomáš Hronský Čároví: Johan Fauvel Dahe Fu |
| 37            | 37            | Střely   | 17            | Rozhodčí: Uldis Buss Tomáš Hronský Čároví: Johan Fauvel Dahe Fu |

| 3. května 2025 12:30 | Austrálie | 1:3 (1:1, 0:1, 0:1) | SAE | Pionir Ice Rink, Bělehrad Návštěvnost: 19 |  |

| Report         |                |          |                     |                                                                                  |
| Alex Tetreault | Alex Tetreault | Brankáři | Konstantin Belomoev | Rozhodčí: Frederico Giacomozzi Tomáš Hronský Čároví: Johan Fauvel Matija Nikolic |
| 0 min          | 0 min          | Tresty   | 10 min              | Rozhodčí: Frederico Giacomozzi Tomáš Hronský Čároví: Johan Fauvel Matija Nikolic |
| 44             | 44             | Střely   | 28                  | Rozhodčí: Frederico Giacomozzi Tomáš Hronský Čároví: Johan Fauvel Matija Nikolic |

| 3. května 2025 16:00 | Belgie | 0:6 (0:2, 0:3, 0:1) | Nizozemsko | Pionir Ice Rink, Bělehrad Návštěvnost: 47 |  |

| Report        |               |          |                    |                                                                                   |
| Jelle Lievens | Jelle Lievens | Brankáři | Martijn Oosterwijk | Rozhodčí: Uldis Buss Bastian Steingross Čároví: Lukas Fleischmann Uros Mladenovic |
| 14 min        | 14 min        | Tresty   | 16 min             | Rozhodčí: Uldis Buss Bastian Steingross Čároví: Lukas Fleischmann Uros Mladenovic |
| 21            | 21            | Střely   | 42                 | Rozhodčí: Uldis Buss Bastian Steingross Čároví: Lukas Fleischmann Uros Mladenovic |

| 3. května 2025 19:30 | Izrael | 1:2 (0:0, 1:1, 0:1) | Srbsko | Pionir Ice Rink, Bělehrad Návštěvnost: 388 |  |

| Report         |                |          |               |                                                                             |
| Maksim Kaliaev | Maksim Kaliaev | Brankáři | Akim Padalica | Rozhodčí: Alexey Roshchyn Jakub Šindel Čároví: Dahe Fu Andreas Weise Kroyer |
| 10 min         | 10 min         | Tresty   | 8 min         | Rozhodčí: Alexey Roshchyn Jakub Šindel Čároví: Dahe Fu Andreas Weise Kroyer |
| 26             | 26             | Střely   | 43            | Rozhodčí: Alexey Roshchyn Jakub Šindel Čároví: Dahe Fu Andreas Weise Kroyer |

| 5. května 2025 12:30 | SAE | 8:0 (4:0, 1:0, 3:0) | Belgie | Pionir Ice Rink, Bělehrad Návštěvnost: 23 |  |

| Report              |                     |          |                   |                                                                     |
| Konstantin Belomoev | Konstantin Belomoev | Brankáři | Stijn Raeymaekers | Rozhodčí: Uldis Buss Alexey Roshchyn Čároví: Dahe Fu Matija Nikolic |
| 6 min               | 6 min               | Tresty   | 10 min            | Rozhodčí: Uldis Buss Alexey Roshchyn Čároví: Dahe Fu Matija Nikolic |
| 35                  | 35                  | Střely   | 43                | Rozhodčí: Uldis Buss Alexey Roshchyn Čároví: Dahe Fu Matija Nikolic |

| 5. května 2025 16:00 | Izrael | 3:4 (0:2, 0:1, 3:1) | Austrálie | Pionir Ice Rink, Bělehrad Návštěvnost: 61 |  |

| Report              |                     |          |                 |                                                                                      |
| Yehonatan Reisinger | Yehonatan Reisinger | Brankáři | Aleksi Toivonen | Rozhodčí: Tomáš Hronský Bastian Steingross Čároví: Johan Fauvel Andreas Weise Kroyer |
| 14 min              | 14 min              | Tresty   | 10 min          | Rozhodčí: Tomáš Hronský Bastian Steingross Čároví: Johan Fauvel Andreas Weise Kroyer |
| 38                  | 38                  | Střely   | 25              | Rozhodčí: Tomáš Hronský Bastian Steingross Čároví: Johan Fauvel Andreas Weise Kroyer |

| 5. května 2025 19:30 | Nizozemsko | 3:1 (1:1, 0:0, 2:0) | Srbsko | Pionir Ice Rink, Bělehrad Návštěvnost: 877 |  |

| Report         |                |          |               |                                                                                        |
| Cedrick Andree | Cedrick Andree | Brankáři | Akim Padalica | Rozhodčí: Frederico Giacomozzi Jakub Šindel Čároví: Lukas Fleischmann Frederic Monnaie |
| 6 min          | 6 min          | Tresty   | 4 min         | Rozhodčí: Frederico Giacomozzi Jakub Šindel Čároví: Lukas Fleischmann Frederic Monnaie |
| 31             | 31             | Střely   | 32            | Rozhodčí: Frederico Giacomozzi Jakub Šindel Čároví: Lukas Fleischmann Frederic Monnaie |

## Skupina B
| Týmy        | Kvalifikace                                      |
| ----------- | ------------------------------------------------ |
| Island      | 6. místo v Divizi II – skupina A 2024 – sestup   |
| Nový Zéland | Pořadatel, 2. místo v Divizi II – skupina B 2024 |
| Gruzie      | 3. místo v Divizi II – skupina B 2024            |
| Bulharsko   | 4. místo v Divizi II – skupina B 2024            |
| Tchaj-wan   | 5. místo v Divizi II – skupina B 2024            |
| Thajsko     | 1. místo v Divizi III – skupina A 2024 — postup  |

### Tabulka
|  | Postupující do divize II A  |
|  | Sestupující do divize III A |

| Poř. | Tým         | Z | V | VP | PP | P | GV | GI | +/- | B  |
| ---- | ----------- | - | - | -- | -- | - | -- | -- | --- | -- |
| 1.   | Gruzie      | 5 | 4 | 1  | 0  | 0 | 35 | 9  | +26 | 14 |
| 2.   | Island      | 5 | 4 | 0  | 0  | 1 | 21 | 13 | +8  | 12 |
| 3.   | Nový Zéland | 5 | 3 | 0  | 0  | 1 | 14 | 14 | 0   | 9  |
| 4.   | Bulharsko   | 5 | 1 | 1  | 1  | 2 | 23 | 26 | -3  | 6  |
| 5.   | Tchaj-wan   | 5 | 1 | 0  | 1  | 3 | 14 | 16 | -2  | 4  |
| 6.   | Thajsko     | 5 | 0 | 0  | 0  | 5 | 11 | 40 | -29 | 0  |

| 27. dubna 2025 13:00 | Thajsko | 3 : 5 (2:1, 0:3, 1:1) | Bulharsko | Dunedin Ice Stadium, Dunedin Návštěvnost: 170 |  |

| Report                     |                            |          |                  |                                                                  |
| Benjamin David Kleineschay | Benjamin David Kleineschay | Brankáři | Dimitar Dimitrov | Rozhodčí: Rasmus Ankersen Čároví: Richard Button Tyler Haslemore |
| 41 min                     | 41 min                     | Tresty   | 6 min            | Rozhodčí: Rasmus Ankersen Čároví: Richard Button Tyler Haslemore |
| 43                         | 43                         | Střely   | 40               | Rozhodčí: Rasmus Ankersen Čároví: Richard Button Tyler Haslemore |

| 27. dubna 2025 16:30 | Gruzie | 4 : 0 (1:0, 3:0, 0:0) | Island | Dunedin Ice Stadium, Dunedin Návštěvnost: 350 |  |

| Report         |                |          |                |                                                                      |
| Ivan Starostin | Ivan Starostin | Brankáři | Helgi Ivarsson | Rozhodčí: Christian Persson Čároví: Lodewijk Beelen Miroslav Lhotský |
| 10 min         | 10 min         | Tresty   | 16 min         | Rozhodčí: Christian Persson Čároví: Lodewijk Beelen Miroslav Lhotský |
| 35             | 35             | Střely   | 11             | Rozhodčí: Christian Persson Čároví: Lodewijk Beelen Miroslav Lhotský |

| 27. dubna 2025 20:00 | Nový Zéland | 3 : 1 (1:0, 1:1, 1:0) | Tchaj-wan | Dunedin Ice Stadium, Dunedin Návštěvnost: 700 |  |

| Report        |               |          |             |                                                                |
| Aston Brookes | Aston Brookes | Brankáři | Po-Yu Hsiao | Rozhodčí: Niki de Herdt Čároví: Thibo Christiaens Hamish Young |
| 8 min         | 8 min         | Tresty   | 18 min      | Rozhodčí: Niki de Herdt Čároví: Thibo Christiaens Hamish Young |
| 43            | 43            | Střely   | 36          | Rozhodčí: Niki de Herdt Čároví: Thibo Christiaens Hamish Young |

| 28. dubna 2025 13:00 | Island | 8 : 4 (5:1, 1:3, 2:0) | Bulharsko | Dunedin Ice Stadium, Dunedin Návštěvnost: 50 |  |

| Report               |                      |          |                     |                                                                   |
| Robert Steingrimsson | Robert Steingrimsson | Brankáři | Andrea Karabadjakov | Rozhodčí: Jeroen Klijberg Čároví: Lodewijk Beelen Tyler Haslemore |
| 39 min               | 39 min               | Tresty   | 18 min              | Rozhodčí: Jeroen Klijberg Čároví: Lodewijk Beelen Tyler Haslemore |
| 45                   | 45                   | Střely   | 25                  | Rozhodčí: Jeroen Klijberg Čároví: Lodewijk Beelen Tyler Haslemore |

| 28. dubna 2025 16:30 | Tchaj-wan | 7 : 3 (1:1, 4:2, 2:0) | Thajsko | Dunedin Ice Stadium, Dunedin Návštěvnost: 100 |  |

| Report      |             |          |                            |                                                                |
| Po-Yu Hsiao | Po-Yu Hsiao | Brankáři | Benjamin David Kleineschay | Rozhodčí: Christian Persson Čároví: Ahmed Alfarsi Hamish Young |
| 39 min      | 39 min      | Tresty   | 18 min                     | Rozhodčí: Christian Persson Čároví: Ahmed Alfarsi Hamish Young |
| 59          | 59          | Střely   | 21                         | Rozhodčí: Christian Persson Čároví: Ahmed Alfarsi Hamish Young |

| 28. dubna 2025 20:00 | Nový Zéland | 0 : 5 (0:2, 0:2, 0:1) | Gruzie | Dunedin Ice Stadium, Dunedin Návštěvnost: 650 |  |

| Report        |               |          |                |                                                                      |
| Aston Brookes | Aston Brookes | Brankáři | Ivan Starostin | Rozhodčí: Rasmus Ankersen Čároví: Thibo Christiaens Miroslav Lhotský |
| 10 min        | 10 min        | Tresty   | 10 min         | Rozhodčí: Rasmus Ankersen Čároví: Thibo Christiaens Miroslav Lhotský |
| 29            | 29            | Střely   | 42             | Rozhodčí: Rasmus Ankersen Čároví: Thibo Christiaens Miroslav Lhotský |

| 30. dubna 2025 13:00 | Island | 2:1 (1:1, 0:0, 1:0) | Tchaj-wan | Dunedin Ice Stadium, Dunedin Návštěvnost: 40 |  |

| Report         |                |          |             |                                                                |
| Helgi Ivarsson | Helgi Ivarsson | Brankáři | Po-Yu Hsiao | Rozhodčí: Niki de Herdt Čároví: Thibo Christiaens Hamish Young |
| 8 min          | 8 min          | Tresty   | 14 min      | Rozhodčí: Niki de Herdt Čároví: Thibo Christiaens Hamish Young |
| 47             | 47             | Střely   | 23          | Rozhodčí: Niki de Herdt Čároví: Thibo Christiaens Hamish Young |

| 30. dubna 2025 16:30 | Gruzie | 8 : 7 PP (0:2, 5:1, 2:4, 1:0) | Bulharsko | Dunedin Ice Stadium, Dunedin Návštěvnost: 70 |  |

| Report         |                |          |                  |                                                                  |
| Ivan Starostin | Ivan Starostin | Brankáři | Dimitar Dimitrov | Rozhodčí: Jeroen Klijberg Čároví: Ricahrd Button Tyler Haslemore |
| 14 min         | 14 min         | Tresty   | 12 min           | Rozhodčí: Jeroen Klijberg Čároví: Ricahrd Button Tyler Haslemore |
| 55             | 55             | Střely   | 28               | Rozhodčí: Jeroen Klijberg Čároví: Ricahrd Button Tyler Haslemore |

| 30. dubna 2025 20:00 | Nový Zéland | 7 : 1 (1:0, 1:1, 5:0) | Thajsko | Dunedin Ice Stadium, Dunedin Návštěvnost: 800 |  |

| Report             |                    |          |                            |                                                                 |
| Csaba Kercso-Magos | Csaba Kercso-Magos | Brankáři | Benjamin David Kleineschay | Rozhodčí: Rasmus Ankersen Čároví: Ahmed Alfarsi Lodewijk Beelen |
| 8 min              | 8 min              | Tresty   | 8 min                      | Rozhodčí: Rasmus Ankersen Čároví: Ahmed Alfarsi Lodewijk Beelen |
| 56                 | 56                 | Střely   | 25                         | Rozhodčí: Rasmus Ankersen Čároví: Ahmed Alfarsi Lodewijk Beelen |

| 2. května 2025 13:00 | Tchaj-wan | 1 : 3 (1:2, 0:0, 0:1) | Gruzie | Dunedin Ice Stadium, Dunedin Návštěvnost: 45 |  |

| Report      |             |          |                |                                                                 |
| Po-Yu Hsiao | Po-Yu Hsiao | Brankáři | Ivan Starostin | Rozhodčí: Jeroen Klijberg Čároví: Ahmed Alfarsi Tyler Haslemore |
| 12 min      | 12 min      | Tresty   | 8 min          | Rozhodčí: Jeroen Klijberg Čároví: Ahmed Alfarsi Tyler Haslemore |
| 22          | 22          | Střely   | 44             | Rozhodčí: Jeroen Klijberg Čároví: Ahmed Alfarsi Tyler Haslemore |

| 2. května 2025 16:30 | Thajsko | 3 : 6 (0:0, 2:3, 1:3) | Island | Dunedin Ice Stadium, Dunedin Návštěvnost: 120 |  |

| Report                     |                            |          |                |                                                                      |
| Benjamin David Kleineschay | Benjamin David Kleineschay | Brankáři | Helgi Ivarsson | Rozhodčí: Christian Persson Čároví: Richard Button Thibo Christiaens |
| 12 min                     | 12 min                     | Tresty   | 16 min         | Rozhodčí: Christian Persson Čároví: Richard Button Thibo Christiaens |
| 31                         | 31                         | Střely   | 43             | Rozhodčí: Christian Persson Čároví: Richard Button Thibo Christiaens |

| 2. května 2025 20:00 | Bulharsko | 2 : 3 (1:1, 1:1, 0:1) | Nový Zéland | Dunedin Ice Stadium, Dunedin Návštěvnost: 1 000 |  |

| Report           |                  |          |                    |                                                               |
| Dimitar Dimitrov | Dimitar Dimitrov | Brankáři | Csaba Kercso-Magos | Rozhodčí: Niki de Herdt Čároví: Miroslav Lhotský Hamish Young |
| 10 min           | 10 min           | Tresty   | 12 min             | Rozhodčí: Niki de Herdt Čároví: Miroslav Lhotský Hamish Young |
| 34               | 34               | Střely   | 49                 | Rozhodčí: Niki de Herdt Čároví: Miroslav Lhotský Hamish Young |

| 3. května 2025 13:00 | Gruzie | 15 : 1 (5:0, 5:0, 5:1) | Thajsko | Dunedin Ice Stadium, Dunedin Návštěvnost: 150 |  |

| Report         |                |          |                             |                                                                    |
| Ivan Starostin | Ivan Starostin | Brankáři | Pattarapol Ungkulpattanasuk | Rozhodčí: Christian Persson Čároví: Richard Button Tyler Haslemore |
| 8 min          | 8 min          | Tresty   | 8 min                       | Rozhodčí: Christian Persson Čároví: Richard Button Tyler Haslemore |
| 66             | 66             | Střely   | 22                          | Rozhodčí: Christian Persson Čároví: Richard Button Tyler Haslemore |

| 3. května 2025 16:30 | Bulharsko | 5 : 4 PP (2:1, 0:0, 2:3 - 1:0) | Tchaj-wan | Dunedin Ice Stadium, Dunedin Návštěvnost: 500 |  |

| Report              |                     |          |              |                                                              |
| Andrea Karabadjakov | Andrea Karabadjakov | Brankáři | Yi-Cheng Lee | Rozhodčí: Rasmus Ankersen Čároví: Ahmed Alfarsi Hamish Young |
| 26 min              | 26 min              | Tresty   | 2 min        | Rozhodčí: Rasmus Ankersen Čároví: Ahmed Alfarsi Hamish Young |
| 26                  | 26                  | Střely   | 44           | Rozhodčí: Rasmus Ankersen Čároví: Ahmed Alfarsi Hamish Young |

| 3. května 2025 20:00 | Island | 5 : 1 (4:0, 0:1, 1:0) | Nový Zéland | Dunedin Ice Stadium, Dunedin Návštěvnost: 1 000 |  |

| Report         |                |          |               |                                                                    |
| Helgi Ívarsson | Helgi Ívarsson | Brankáři | Aston Brookes | Rozhodčí: Jeroen Klijberg Čároví: Lowewijk Beelen Miroslav Lhotský |
| 8 min          | 8 min          | Tresty   | 46 min        | Rozhodčí: Jeroen Klijberg Čároví: Lowewijk Beelen Miroslav Lhotský |
| 34             | 34             | Střely   | 23            | Rozhodčí: Jeroen Klijberg Čároví: Lowewijk Beelen Miroslav Lhotský |

### Hráčské statistiky

#### Kanadské bodování
Toto je pořadí hráčů podle dosažených bodů. Za jeden vstřelený gól nebo přihrávku na gól hráč získal jeden bod. 
| Poř. | Hráč                  | Tým       | Z | G | A  | B  | TM | +/- |
| ---- | --------------------- | --------- | - | - | -- | -- | -- | --- |
| 1.   | Daniel Dilkov         | Bulharsko | 5 | 1 | 13 | 14 | 2  | -2  |
| 2.   | Makar Nikishanin      | Gruzie    | 5 | 6 | 6  | 12 | 2  | +1  |
| 3.   | Timur Besharov        | Gruzie    | 5 | 5 | 6  | 11 | 2  | +7  |
| 3.   | Danil Davydov         | Gruzie    | 5 | 5 | 6  | 11 | 12 | +9  |
| 5.   | Unnar Runarsson       | Island    | 5 | 6 | 4  | 10 | 2  | +6  |
| 6.   | Nikita Bukiya         | Gruzie    | 5 | 5 | 4  | 9  | 4  | +9  |
| 7.   | Johann Leifsson       | Island    | 5 | 4 | 5  | 9  | 2  | +5  |
| 8.   | Konstantin Gavrilenko | Gruzie    | 5 | 3 | 6  | 9  | 0  | +8  |
| 8.   | Viggo Hlynsson        | Island    | 5 | 3 | 6  | 9  | 2  | +7  |
| 10.  | Emil Zaleev           | Bulharsko | 5 | 5 | 3  | 8  | 6  | -5  |

#### Hodnocení brankářů
Toto je pořadí brankářů. 
| Poř. | Hráč                | Tým         | Z | MIN | OG | PZ  | PS  | POG  | Úsp%  |
| ---- | ------------------- | ----------- | - | --- | -- | --- | --- | ---- | ----- |
| 1.   | Csaba Kercso-Magos  | Nový Zéland | 2 | 120 | 3  | 56  | 59  | 1.5  | 94.92 |
| 2.   | Ivan Starostin      | Gruzie      | 5 | 264 | 6  | 93  | 99  | 1.36 | 93.94 |
| 3.   | Po-Yu Hsiao         | Tchaj-wan   | 4 | 239 | 10 | 144 | 154 | 2.51 | 93.51 |
| 4.   | Helgi Ivarsson      | Island      | 4 | 240 | 9  | 103 | 112 | 2.25 | 91.96 |
| 5.   | Dimitar Dimitrov    | Bulharsko   | 3 | 140 | 10 | 102 | 112 | 4.3  | 91.07 |
| 6.   | Aston Brookes       | Nový Zéland | 3 | 180 | 11 | 101 | 112 | 3.67 | 90.18 |
| 7.   | Andrea Karabadjakov | Bulharsko   | 4 | 163 | 15 | 106 | 121 | 5.53 | 87.6  |
| 8.   | Ben Kleineschay     | Thajsko     | 4 | 230 | 23 | 162 | 185 | 6.01 | 87.57 |